# Jezioro na Górce
Jezioro na Górce – jezioro w północno-zachodniej części Równiny Gryfickiej, położone w gminie Kamień Pomorski, w powiecie kamieńskim, w woj. zachodniopomorskim.
Powierzchnia jeziora wynosi 2,14 ha. Według typologii rybackiej jest to jezioro karasiowe. Jezioro na Górce ma wydłużony kształt i jego długość to ok. 200 m.
Ok. 1 km na północ od jeziora leży wieś Świniec.